# Resolució 1062 del Consell de Seguretat de les Nacions Unides
La Resolució 1062 del Consell de Seguretat de les Nacions Unides fou adoptada per unanimitat el 28 de juny de 1996. després de recordar totes les resolucions sobre Xipre, en particular les resolucions 186 (1964), 939 (1994) i 1032 (1995), el Consell va expressar la seva preocupació per la falta d'avenços en la disputa política a Xipre i va prorrogar el mandat de la Força de les Nacions Unides pel Manteniment de la Pau a Xipre (UNFICYP) fins al 31 de desembre de 1996.
El Consell de Seguretat va assenyalar que no hi havia hagut avenços cap a una solució política, no s'hi havia introduït mesures per prohibir disparar armes prop de la zona d'amortiment, i que la llibertat de moviment de la UNFICYP estava restringit a Xipre del Nord.
Després d'ampliar el mandat de la UNFICYP, el Consell va donar la benvinguda al nomenament de Han Sung-Joo com a representant especial del secretari general per a Xipre. Ha deplorat l'incident el 3 de juny de 1996 quan un guàrdia grecoxipriota fou mort a Línia Verda i soldats turcoxipriotes impediren als membres de la UNFICYP ajudar al guàrdia i investigar l'incident. També expressa preocupació la construcció de les forces i armaments militars a la República de Xipre. L'objectiu final era desmilitaritzar l'illa.
Es va demanar a les autoritats militars d'ambdues parts:
(a) respectar la integritat de la zona d'amortiment i permetre la lliure circulació a la UNFICYP;
(b) entrar en negociacions, d'acord amb la Resolució 839 (1993) amb la UNFICYP relativa a la prohibició de disparar armes;
(c) ajudar en el desminatge i netejar les zones minades;
(d) cessar la construcció militar a les proximitats de la zona d'amortiment;
(e) estendre l'acord de desmuntatge de 1989 per cobrir àrees de la zona d'amortiment.
Els turcoxipriotes també van ser convidats a millorar la situació de vida dels grecoxipriotes i els maronites als seus territoris. Es va cridar als grecoxipriotes a posar fi a la discriminació contra turcoxipriotes. Es va demanar a ambdues parts que posessin fi a l'impàs actual i reprenguessin les negociacions directes.
Es va demanar al Secretari General Boutros Boutros-Ghali que informés al Consell abans del 10 de desembre de 1996 sobre els esdeveniments a l'illa.